# Калинка Вълчева
Калинка Вълчева е известна българска народна певица от Добруджанската фолклорна област.

## Биография
Родена е на 18 октомври 1942 г. в село Сърнец, Тервелско. Началото на кариерата си започва като певица в Ансамбъл за народни песни и танци в град Тервел. През 1960 г. взема участие в Първия добруджански събор, на който печели първа награда. Четири години по-късно печели златен медал на Втория републикански фестивал на художествената самодейност в град София с песента „Посъбра Стоян дружина“.
По-късно е приета за солистка в Ансамбъла за народни песни към Българското национално радио. В продължение на 23 години е солистка на хор „Мистерията на българските гласове“. Има записи на повече от 150 добруджански песни за Радио „София“, както и за Радио „Варна“, Радио „Стара Загора“ и Радио „Шумен“.
Носителка е на множество международни награди и отличия, сред които златен медал на Световен фестивал за младежта и студентите през 1968 година в София и първа награда на Международен фолклорен фестивал в Тунис през 1969 г.
В продължение на 15 години Вълчева живее в Ковънтри, Англия, омъжена за англичанина Мартин Дженкинс, който е музикален продуцент и изпълнител на мандолина, виола и флейта. Заедно с него и други британски фолклорни ансамбли е изнасяла концерти с добруджанска народна музика.
През май 2001 година е обявена за почетен гражданин на град Тервел.
По-късно със съпруга си заживява в Добрич. През май 2011 г. Мартин Дженкинс умира, а Калинка Вълчева продължава да живее в Добрич, преподава народно пеене, участва в тържества и празници, пее самостоятелно и с оркестър „Бисери“, с които има много записани песни.
През 2009 година участва в мащабен проект на Българското национално радио заедно с най-известните български народни певци. Емблематичните им песни са записани в Голямата Мадарска пещера в резервата „Мадара“, в съпровод с оркестъра на БНР, под диригентството на Христофор Раданов. Радиото продуцира и издава записите в аудио и видео варианти с луккозна обложка и текстове на български и английски. Дисковете със заглавие „Мистерията на Мадара“ са разпространени сред българската диаспора в целия свят.
През август 2015 г. Калинка Вълчева е предложена за почетна гражданка на Добрич. Номинацията е от музикална организация при БНТ и БНР с почетен председател Васил Първанов – ръководител на оркестър „Хоро“ и почетен гражданин на Русе.
На 30 ноември 2015 г. Калинка Вълчева получава статуетка и плакет в приз „Глас на годината“ в Годишните фолклорни награди. Плакетът е посветен на „120 години от рождението на Гюрга Пинджурова“. Избрана е от любителите и професионалистите във фолклора чрез гласуване на сайта на престижните фолклорни оскари.
През септември 2022 г. е наградена с най-високото отличие на Съюза на българските музикални и танцови дейци – Кристално огърлие.
Получава награда и от православния храм „Свети Димитрий“, село Калипетрово в чест на 80-годишния си юбилей и шестдесет години заслужен творчески труд – „Св. Димитрий Солунски“ с огърлие.